# 比利希海姆-英根海姆
比利希海姆-英根海姆是德国莱茵兰-普法尔茨州的一个市镇。总面积22.95平方公里，总人口3870人，其中男性1927人，女性1943人（2011年12月31日），人口密度169人/平方公里。

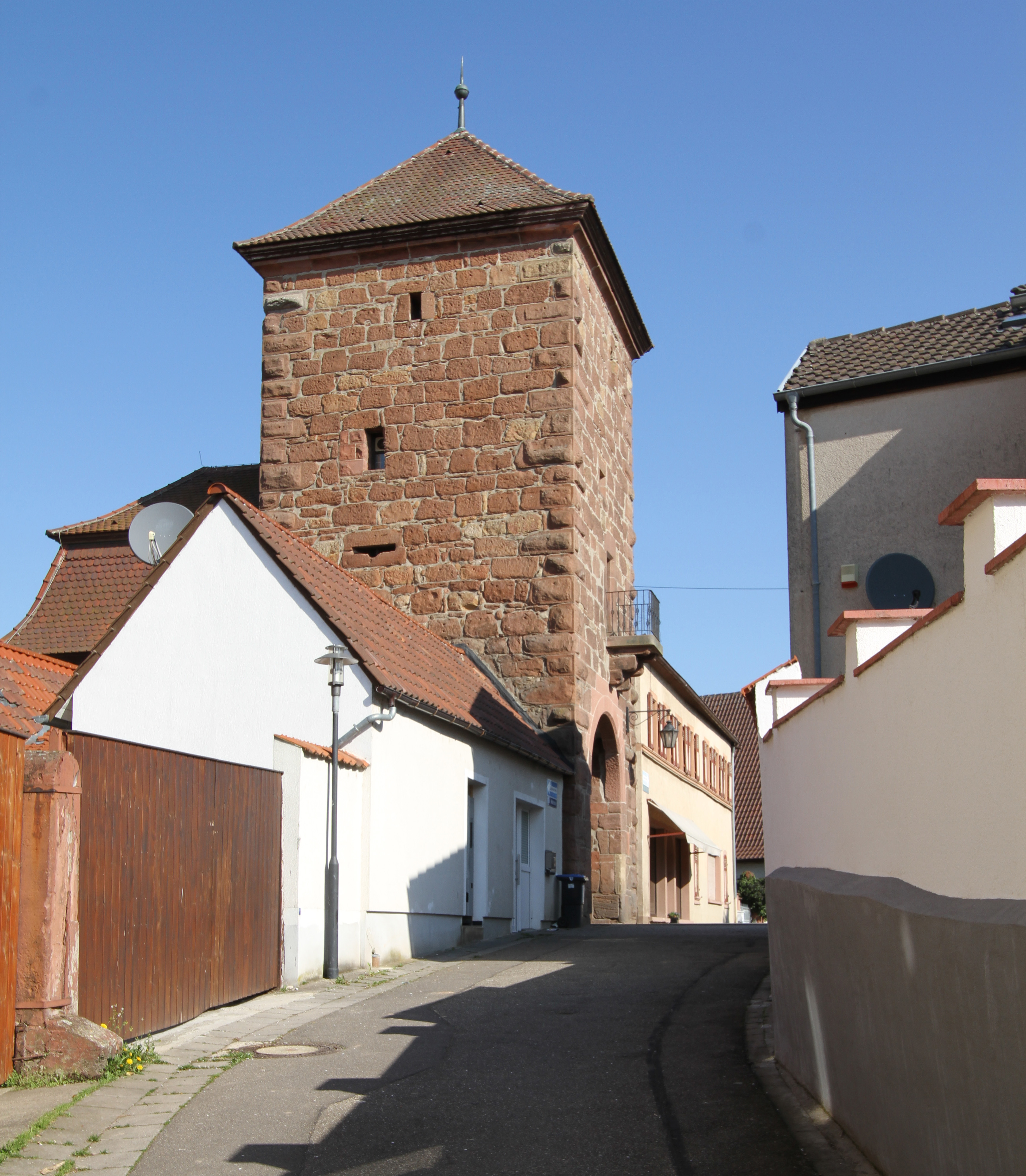
Billigheim
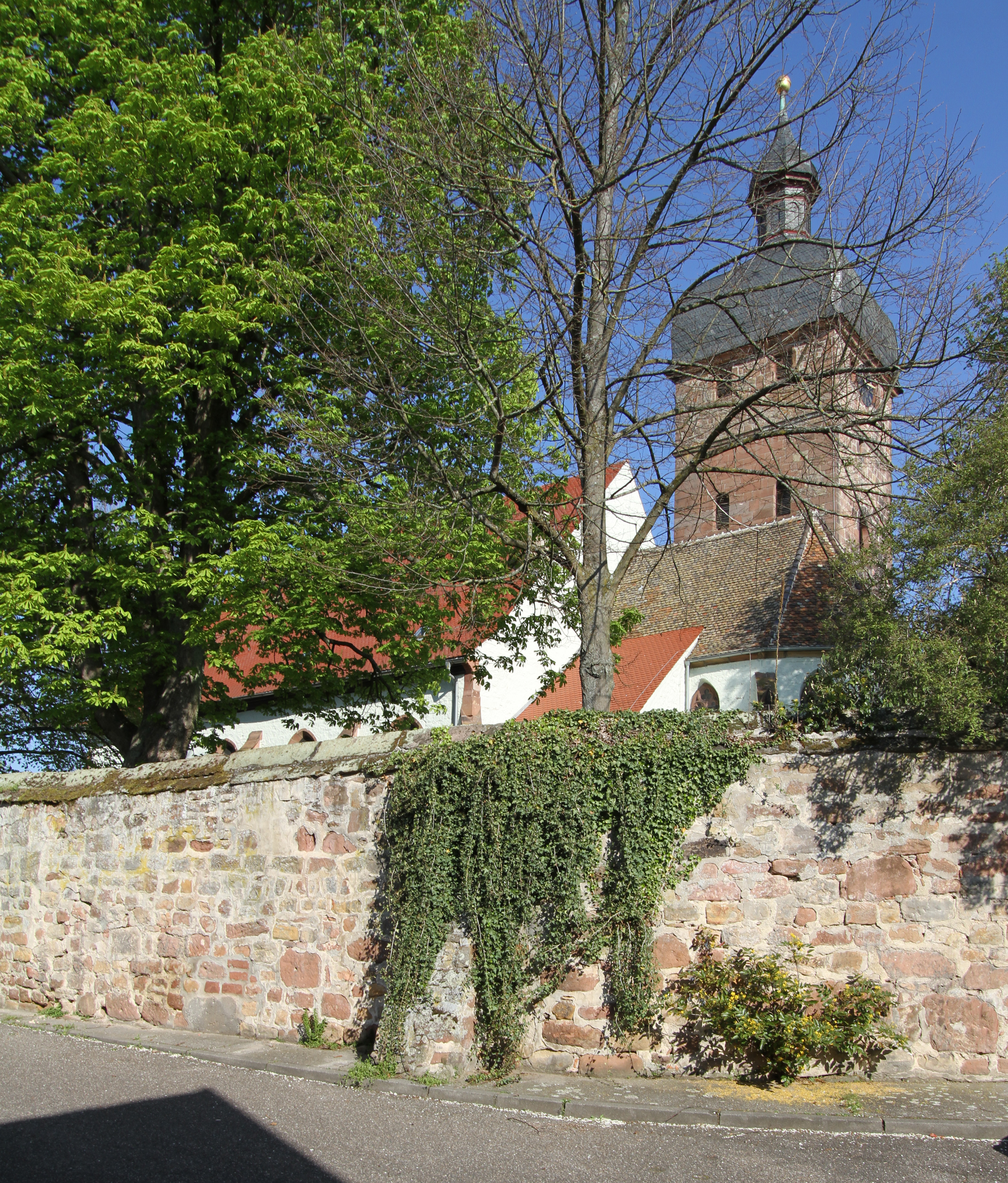
Billigheim
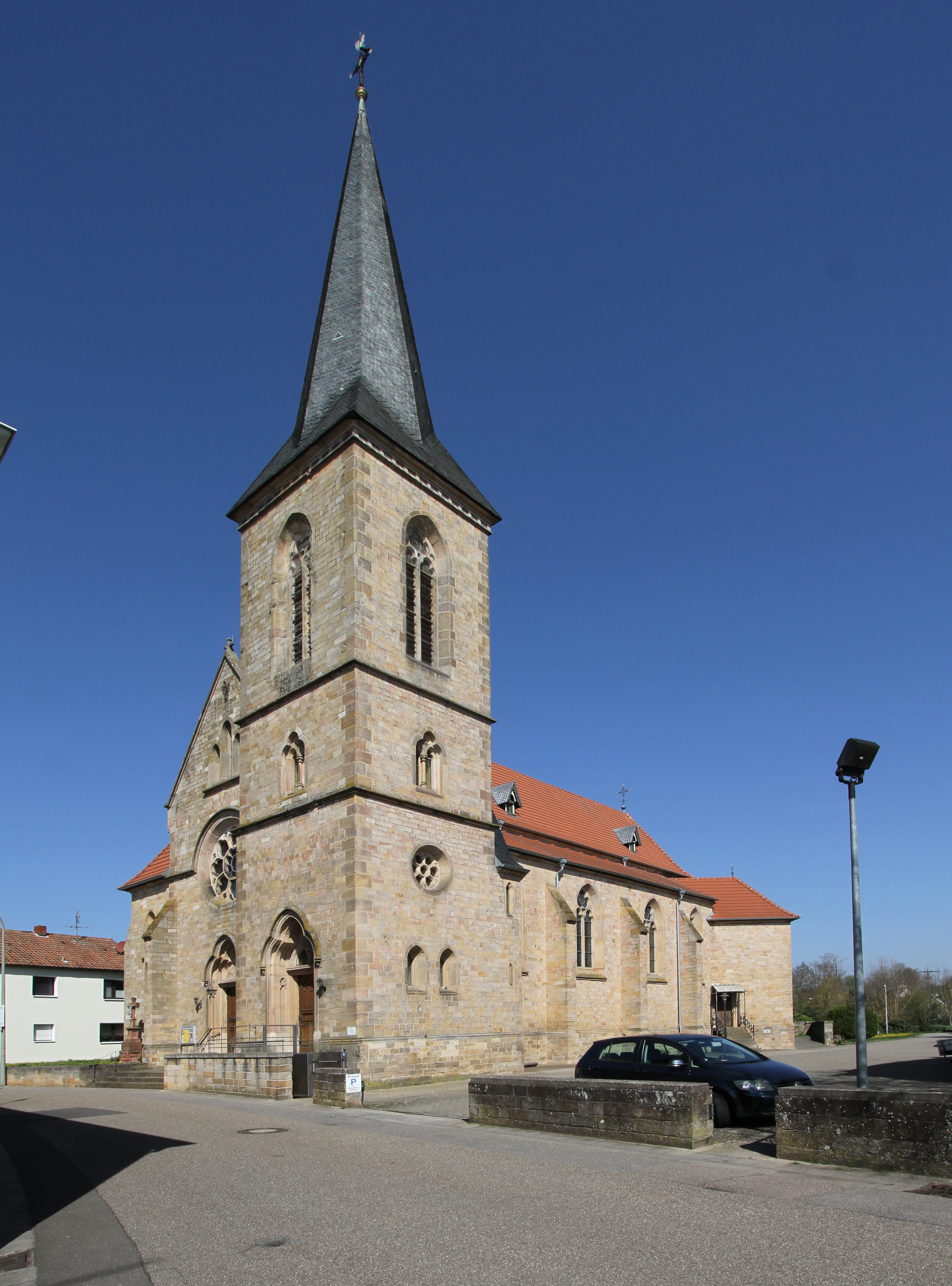
Ingenheim
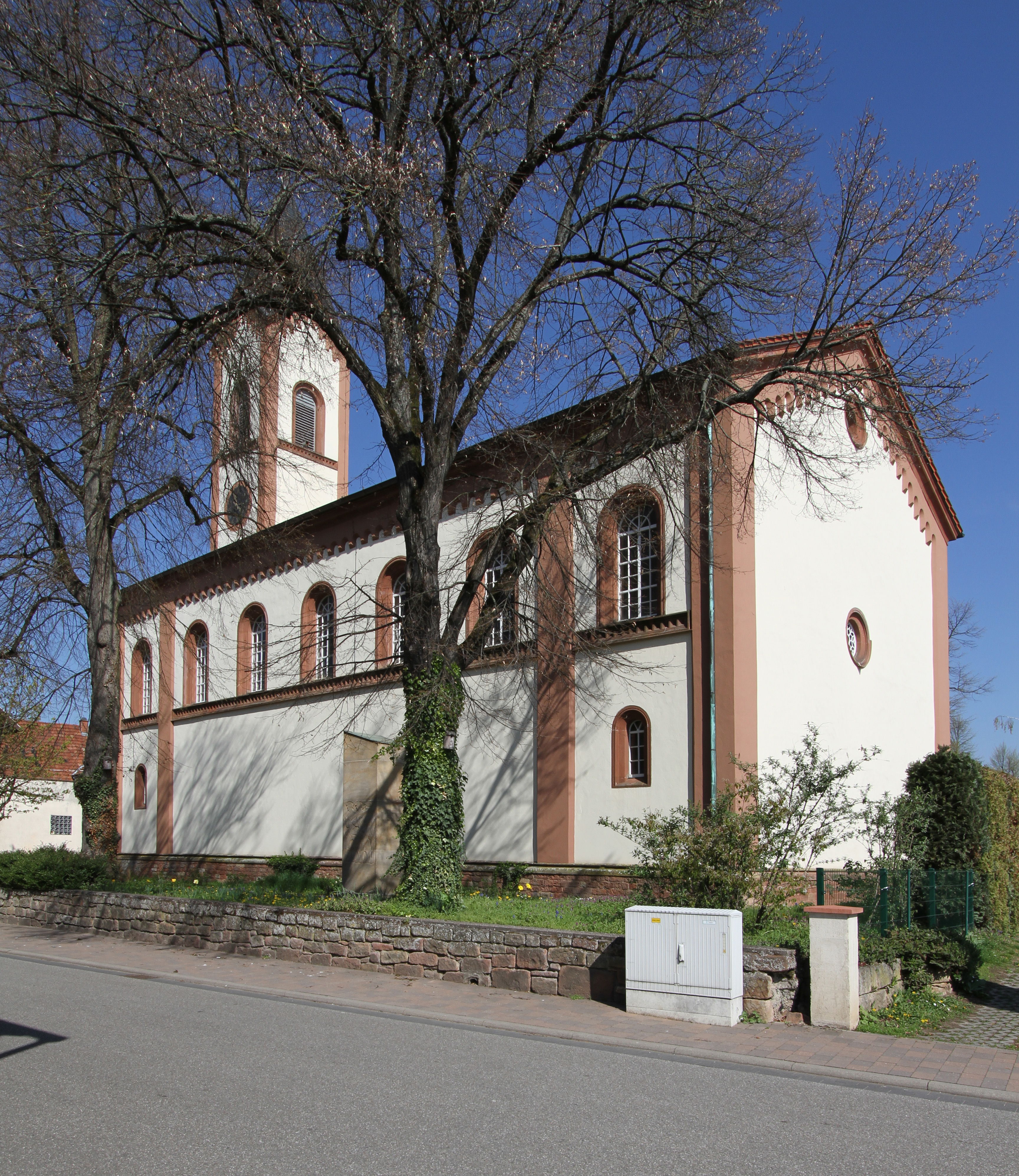
Mühlhofen